# Limonia elephantina
Limonia elephantina là một loài ruồi trong họ Limoniidae. Chúng phân bố ở miền Australasia.